# Toone
Toone és una població dels Estats Units a l'estat de Tennessee. Segons el cens del 2000 tenia 330 habitants.

## Demografia
Segons el cens del 2000, Toone tenia 330 habitants, 107 habitatges, i 80 famílies. La densitat de població era de 153,5 habitants/km².
Dels 107 habitatges en un 35,5% hi vivien nens de menys de 18 anys, en un 58,9% hi vivien parelles casades, en un 10,3% dones solteres, i en un 24,3% no eren unitats familiars. En el 20,6% dels habitatges hi vivien persones soles el 3,7% de les quals corresponia a persones de 65 anys o més que vivien soles. El nombre mitjà de persones vivint en cada habitatge era de 2,63 i el nombre mitjà de persones que vivien en cada família era de 3,05.
Per edats la població es repartia de la següent manera: un 23,3% tenia menys de 18 anys, un 6,7% entre 18 i 24, un 28,8% entre 25 i 44, un 23,6% de 45 a 60 i un 17,6% 65 anys o més.
L'edat mediana era de 40 anys. Per cada 100 dones de 18 o més anys hi havia 116,2 homes.
La renda mediana per habitatge era de 30.500 $ i la renda mediana per família de 32.500 $. Els homes tenien una renda mediana de 29.286 $ mentre que les dones 16.500 $. La renda per capita de la població era de 12.956 $. Entorn del 12,8% de les famílies i el 30,8% de la població estaven per davall del llindar de pobresa.

## Poblacions més properes
El següent diagrama mostra les poblacions més properes.